# Ferrari 375 America
Der Ferrari 375 America ist ein Straßensportwagen des italienischen Automobilherstellers Ferrari, der 1953 und 1954 gebaut wurde. Er ist die dritte Variante von Ferraris America-Reihe und zugleich Mitglied der 375-Familie, zu der auch verschiedene Wettbewerbsfahrzeuge gehören. Abgesehen von der Motorisierung ist er sehr eng mit dem zeitgleich produzierten Ferrari 250 Europa verwandt. Der 375 America war mit verschiedenen Karosserien von Pininfarina und Vignale erhältlich und gehörte zu den teuersten und leistungsstärksten Straßenfahrzeugen Ferraris seiner Zeit. Zwölf Autos werden diesem Typ zugerechnet. Mehrere von ihnen hatten zeitweise prominente Eigentümer. Die Autos sind hochpreisige Klassiker, die im 21. Jahrhundert Kaufpreise in siebenstelliger Höhe erreichen.

## Entstehungsgeschichte
Das Modeneser Unternehmen Ferrari, das seinen Ursprung im Rennsport (Scuderia Ferrari) hat, begann – ähnlich wie Maserati – nach dem Ende des Zweiten Weltkriegs schrittweise mit dem Bau von Straßensportwagen. Die ersten dieser Modelle waren der Ferrari 166, der 195 und der 212, die ab 1948 jeweils nur in wenigen Exemplaren verkauft wurden. Erst mit der 1952 eingeführten Modellfamilie 250 wurden größere Stückzahlen erreicht; mit ihnen wurde Ferrari zum Serienhersteller. Übereinstimmendes Merkmal nahezu aller dieser Fahrzeuge war ein von Gioacchino Colombo konstruierter Zwölfzylinder-V-Motor, der im Laufe der Jahre mit Hubräumen von 2,0 bis 3,0 Litern angeboten wurde. Er wird im Hinblick auf seine Baulänge vielfach als Short Block bezeichnet. Die mit diesen Motoren ausgestatteten Autos waren vor allem bei europäischen Kunden erfolgreich.
Auf dem nordamerikanischen Markt hingegen stießen diese Autos mit ihren kleinen, hochgezüchteten Motoren kaum auf Interesse; dort waren in erster Linie große, hubraumstarke Motoren gefragt. Um die Marke in den USA zu etablieren, stellte Ferrari den kleinen Straßensportwagen ab 1951 eine Reihe von Coupés und Cabriolets zur Seite, die von den größeren und viel stärkeren Long-Block-Motoren angetrieben wurden, die Aurelio Lampredi konstruiert hatte. Das erste Modell dieser Reihe, die vielfach als Ferrari-America-Familie zusammengefasst wird, war der 340 America, der 1952 von dem nur sechsmal produzierten 342 America abgelöst wurde. An seine Stelle trat ein Jahr später der 375 America, der einen nochmals größeren Motor hat und zwölfmal gebaut wurde. Wie erwartet, gingen die meisten dieser Wagen in den Export in die USA. Technisch verwandt sind die deutlich stärker motorisierten Modelle Ferrari 375MM und 375 Plus, die in erster Linie Rennsportwagen sind und nur vereinzelt als Straßenfahrzeuge aufgebaut wurden. Nach etwas mehr als einem Jahr erschien mit dem Ferrari 410 Superamerica schon der Nachfolger des 375 America.

## Nomenklatur und Chassisnummern
Die Modellbezeichnung des 375 America leitet sich, wie seinerzeit bei Ferrari üblich, von der Motorisierung ab und nimmt auf den in Kubikzentimetern gemessenen Hubraum eines einzelnen Zylinders (hier: 375 cm³) Bezug. Der bereits bei den Vorgängern verwendete Zusatz „America“ beschrieb den vorrangigen Absatzmarkt dieser Baureihe.
Ferrari vergab in den ersten Jahrzehnten die geraden Fahrgestellnummern für Wettbewerbsfahrzeuge, während die ungeraden Nummern für Straßensportwagen vorgesehen waren. Diese Regel galt nicht für die 340 America und 342 America, die ungeachtet ihrer Straßentauglichkeit gerade Chassisnummern erhielten, um ihre enge Verwandtschaft mit Rennfahrzeugen zu dokumentieren. Der 375 America war das erste Modell der großen Sportwagen, für die Ferrari der eigenen Regel folgend ungerade Fahrgestellnummern vergab. Die für den 375 America verwendeten Fahrgestelle tragen zudem das Suffix „AL“, das für America Lungho steht.

## Modellbeschreibung

### Chassis und Fahrwerk
Das Auto hat einen Rahmen aus verschweißten Stahlrohren. Das Chassis des 375 America entspricht in Abmessungen und Konstruktion dem des 250 Europa. Beide Modelle haben einen Radstand von 2800 mm. Die vorderen Räder sind einzeln aufgehängt und haben doppelte Dreiecksquerlenker und eine quer angeordnete Blattfeder. Hinten ist eine Starrachse eingebaut, die mit längs angeordneten Blattfedern verbunden ist. Vorn und hinten gibt es Houdaille-Hebelarmstoßdämpfer.

### Motorisierung
Der 375 America wird von einer 4523 cm³ (Bohrung × Hub: 84 × 68 mm) großen Version des Lampredi-Long-Block-Motors (Tipo 104) angetrieben. Jeder Zylinder hat ein Ein- und ein Auslassventil. Sie werden von einer obenliegenden Nockenwelle pro Zylinderreihe gesteuert. Es gibt eine Zündkerze für jeden Zylinder. Das Verdichtungsverhältnis beträgt 8,4 : 1. Die Gemischaufbereitung übernehmen drei Weber-Doppelvergaser (DCZ/3). Die Motorleistung wurde mit 221 kW (300 PS) bei 6500/min angegeben. Ein einzelnes Chassis (0355AL) wurde mit einer auf 4,9 Liter vergrößerten Version dieses Motors (Tipo 108) ausgestattet.
Der Motor ist vorn längs eingebaut; der Antrieb erfolgt auf die Hinterräder. Die Kraftübertragung übernimmt ein handgeschaltetes Vierganggetriebe, für das verschiedene Übersetzungen zur Verfügung standen.

### Karosserien
Die Karosserien wurden von Pininfarina und Vignale gestaltet und gebaut. In allen Fällen bestehen die Aufbauten aus Aluminiumblechen.

## Die einzelnen Fahrzeuge
Insgesamt werden zwölf Autos der Baureihe 375 America zugeordnet. Zehn von ihnen sind originär als 375 America entstanden, zwei weitere wurden ursprünglich in der 250-Europa-Konfiguration hergestellt und nachträglich mit dem Motor des 375 America ausgerüstet. Es gibt Spekulationen über ein weiteres Chassis mit Ghia-Karosserie; konkrete Belege dafür fehlen aber.

### Pininfarina-Karosserien
Pininfarina kleidete acht der 375-America-Chassis ein. Sieben Autos haben einen weitgehend übereinstimmenden Aufbau, wobei eines der Fahrzeuge aus dieser Reihe nachträglich verändert wurde; das achte Fahrzeuge erhielt eine gänzlich individuelle Karosserie. 

#### Standardaufbauten

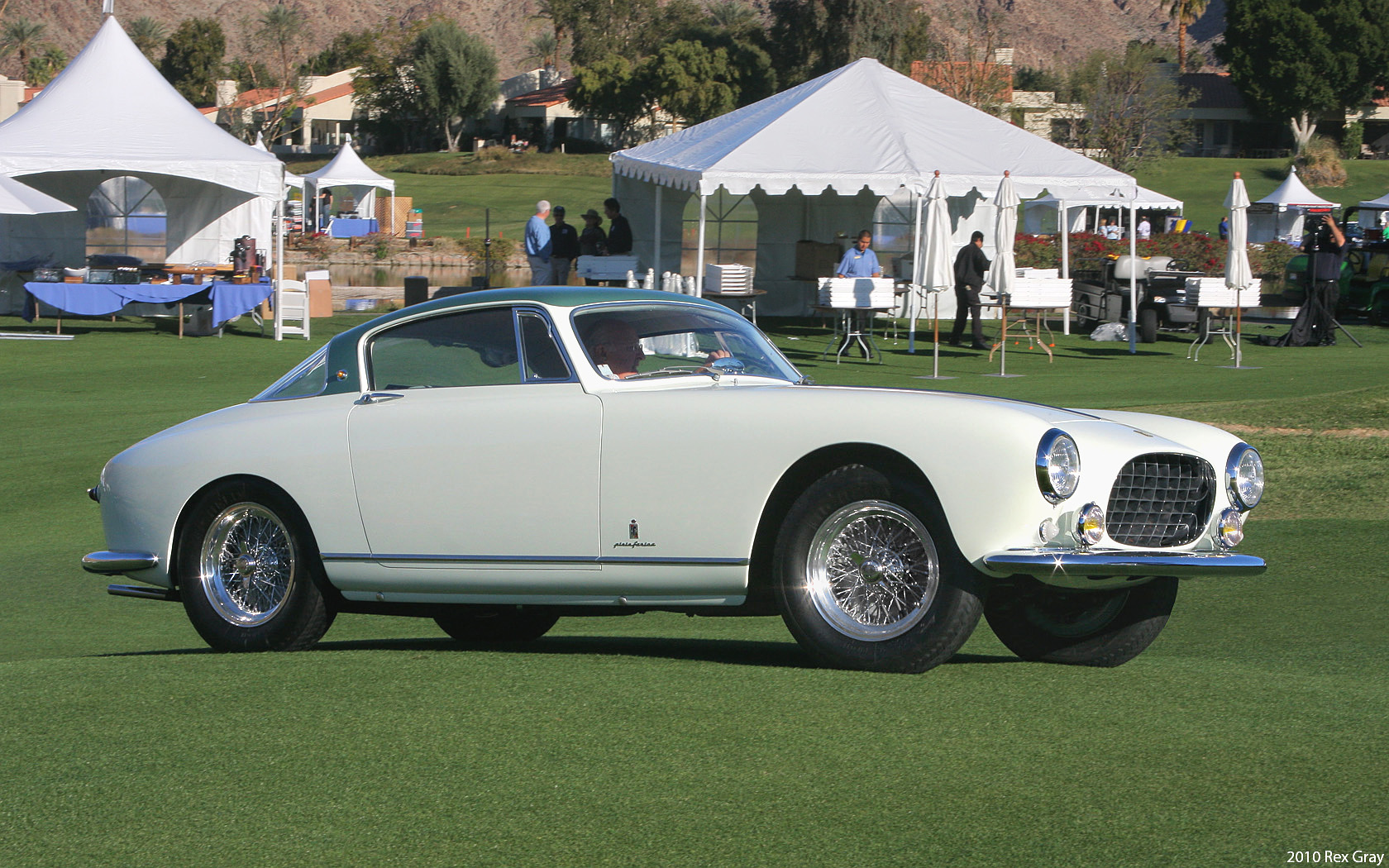
Pininfarinas Standardkarosserie für den 375 America und den 250 Europa

Die Fahrgestelle 0293AL, 0307AL, 0317AL, 0319AL, 0329AL und 0339AL wurden mit im Wesentlichen gleichartigen Karosserien eingekleidet, die auch beim schwächer motorisierten 250 Europa erhältlich waren; äußerlich sind diese Standardaufbauten für den 375 America kaum von denen für den 250 Europa zu unterscheiden.
Diese Fahrzeuge sind zweisitzige Stufenheckcoupés. Sie haben eine sehr lange Motorhaube und eine dicht an die Hinterachse herangerückte Fahrgastzelle. Das Dach beginnt bereits über der B-Säule nach hinten abzufallen. Das Heckfenster ist dreiteilig. Die beiden stark gewölbten äußeren Teile reichen an den Seiten an die schräg gestellte B-Säule heran; Pininfarina erweckte so den Eindruck einer hinteren Panoramascheibe. Die vorderen Kotflügel münden in einzelne Rundscheinwerfer. Die Kühlluftöffnung ist mit einem verchromten Gitter verkleidet, das meist von einer ovalen Einfassung umrandet ist. Die Größe der Öffnung variiert. Im Regelfall sind die vorderen Stoßstangen einteilig unter der Kühlluftöffnung und reichen über die gesamte Wagenbreite. Beim Chassis 0339 wurden dagegen zwei kleine Stoßfänger an den beiden Fahrzeugseiten installiert, und die Kühlluftöffnung reicht weiter nach unten als bei den übrigen Fahrzeugen dieser Reihe.
Der Pininfarina-Entwurf wird in der Literatur durchgängig positiv gewürdigt. Eine Quelle beschreibt ihn als „bestechend harmonisch“. Ein Autor meint, die Linienführung passe wesentlich besser zu einem Luxusfahrzeug als zu einem Rennwagen.

#### Chassis 0315AL

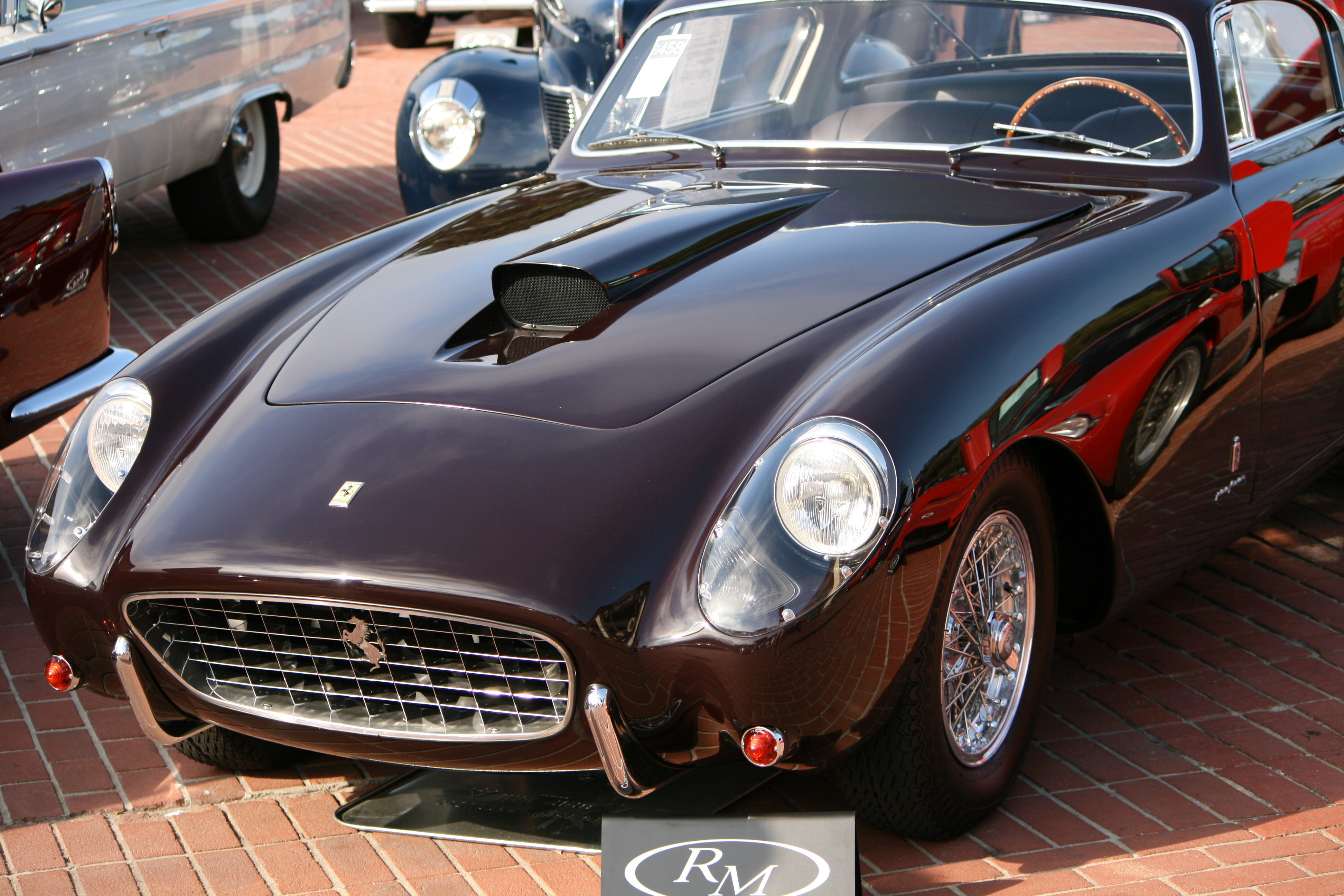
Chassis 0315AL nach der Modifikation von 1959

Eine Besonderheit ist das Chassis 0315AL, dessen Technik und Karosserie im Laufe der Jahre verändert wurde. Das Auto wurde 1954 mit kleinem Motor und Standardkarosserie als Ferrari 250 Europa aufgebaut und in dieser Form auf der New York Auto Show 1954 gezeigt. Zum Jahresende verkaufte Ferrari den Wagen unverändert an einen Geschäftsmann aus der italienischen Region Marken, der ihn 1955 von Ferrari mit einem Motor der 375-America-Spezifikation ausrüsten ließ. Äußerlich blieb das Auto zunächst unverändert. 1959 erhielt es eine neue, nach vorn abfallende Frontpartie mit abgedeckten Scheinwerfern und Rammhörnern anstelle herkömmlicher Stoßfänger. Diese Form war dem von Scaglietti als Einzelstück gestalteten Ferrari 375MM von Roberto Rossellini nachempfunden. Das Auto ging in den frühen 1960er-Jahren an einen Sammler in den USA, wo es nach einer Reihe von Eigentümerwechseln nach wie vor steht.

#### 375 America Berlinetta Speciale P.F.

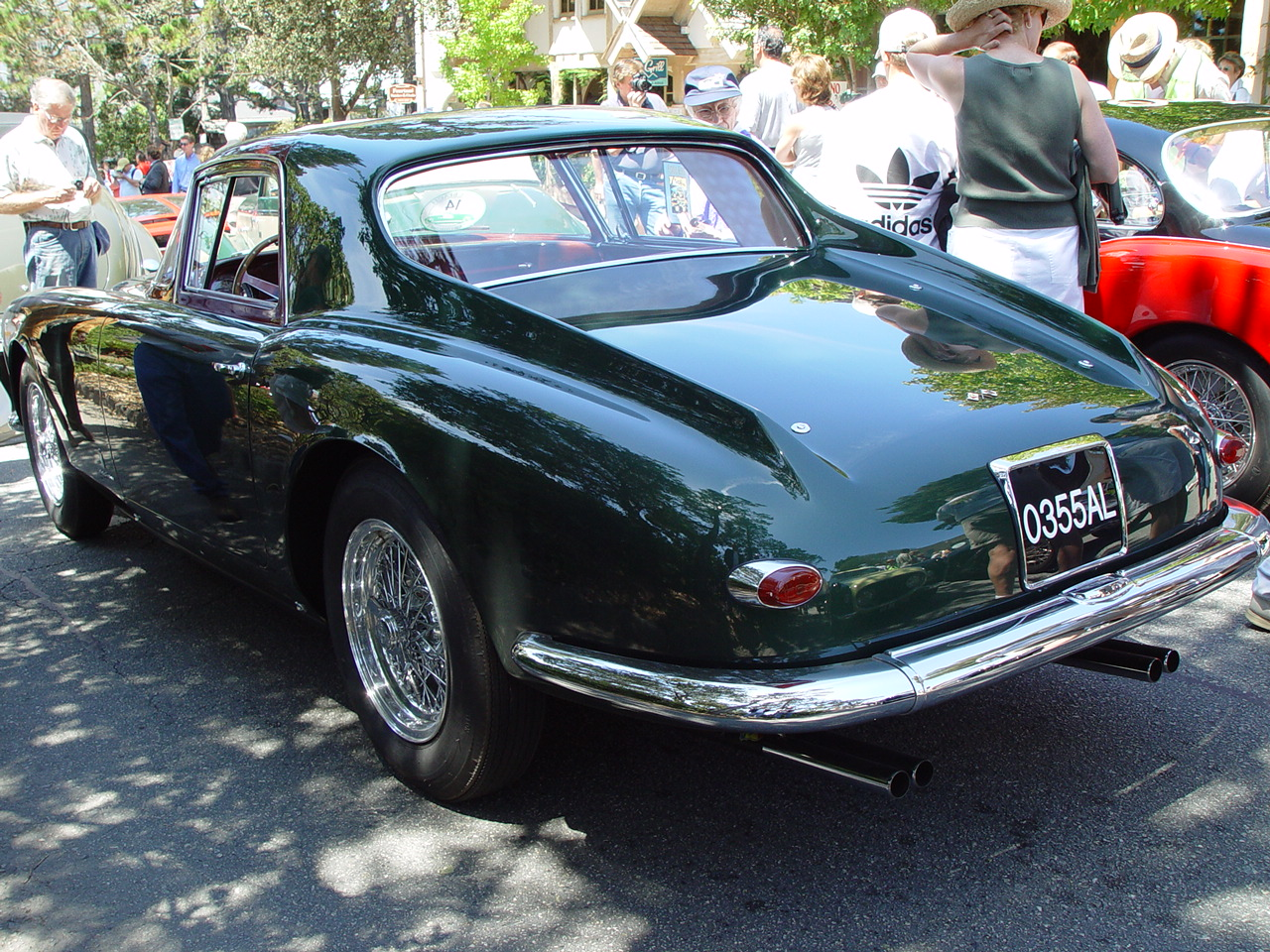
375 America Berlinetta Speciale P.F. (Chassis 0355AL)

Das letzte Pininfarina-Exemplar des 375 America (Chassis 0355AL) wurde Anfang 1955 fertiggestellt. Das in dunkelgrünen und -roten Tönen lackierte Auto wurde im April 1955 auf dem Turiner Autosalon ausgestellt. Stilistisch gibt es abgesehen von den grundsätzlich vergleichbaren Proportionen keine Gemeinsamkeiten mit den übrigen Pininfarina-Coupés. Das Auto hat eine rechteckige, senkrecht ausgerichtete Kühlluftöffnung, die die Linie der Stoßfänger in der Mitte durchbricht. Vorn ist eine Panoramascheibe eingebaut. Über den Sitzen befindet sich ein Dacheinsatz aus Acrylglas. Die B-Säulen gehen in Flossen über, die zum Heckabschluss hin auslaufen. Die Heckscheibe ist zurückversetzt. Sie steht annähernd senkrecht und ist versenkbar. Das Design der Heckpartie war für einige spätere Serienmodelle richtungweisend. Pininfarinas Designer Aldo Brovarone entwickelte daraus die seitlichen Finnen, die in den 1960er-Jahren typisch insbesondere für Ferraris Mittelmotorsportwagen wie Dino 206 und 246 waren. Chassis 0355AL weicht darüber hinaus auch in technischer Hinsicht von den anderen 375-America-Modellen ab: Das Auto wird von einer auf 4954 cm³ vergrößerten Version des Lampredi-Motors angetrieben (werksinterne Bezeichnung: Tipo 108), die „über 300 PS“ leistet.
Nach der Turiner Ausstellung übernahm Gianni Agnelli das Auto, der es einige Jahre lang fuhr. 1959 ging es über Luigi Chinetti, Ferraris Importeur für Nordamerika, in die USA. Dort steht es nach zahlreichen Eigentümerwechseln noch immer.

### Vignale-Karosserien

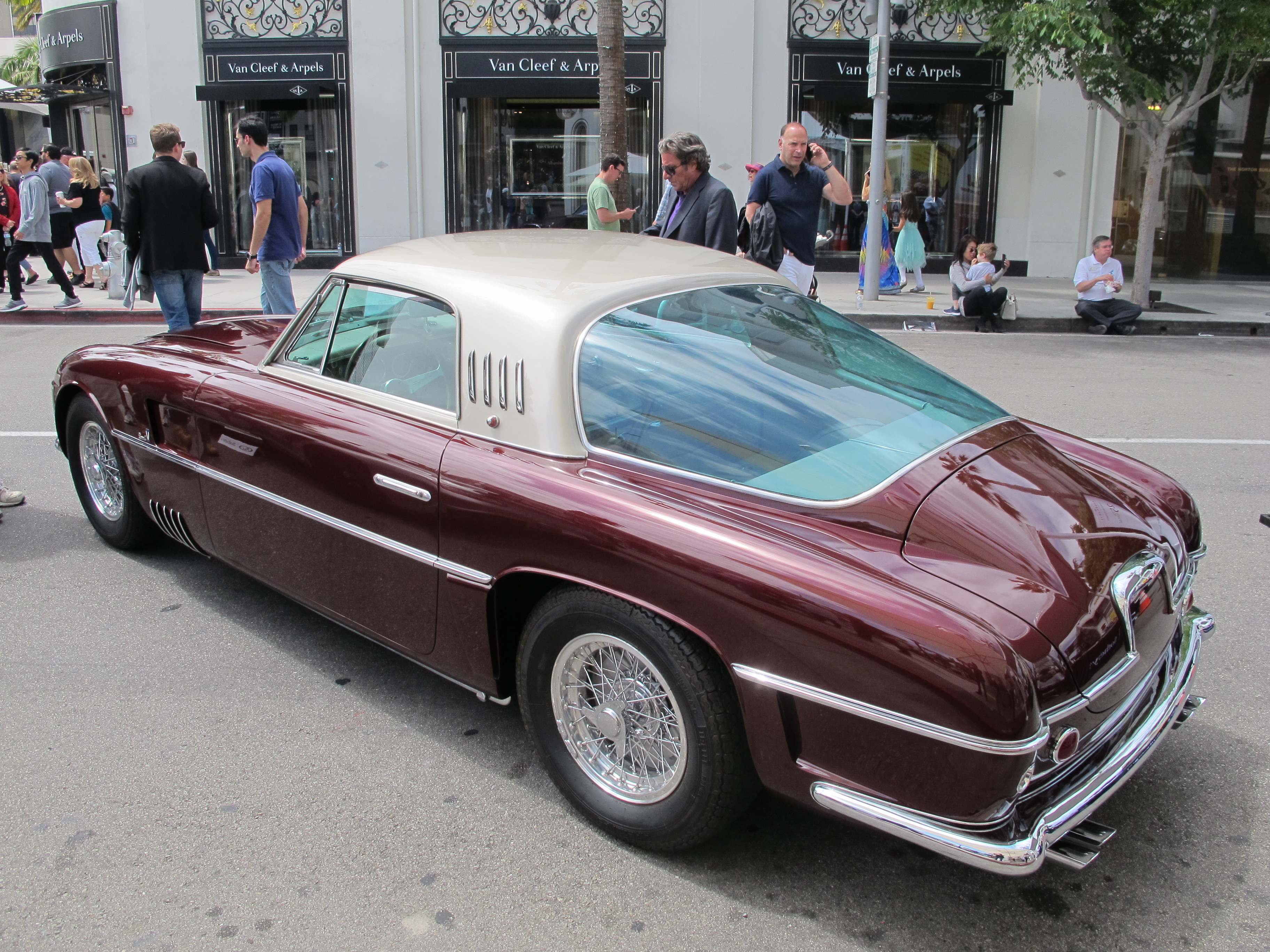
0327AL

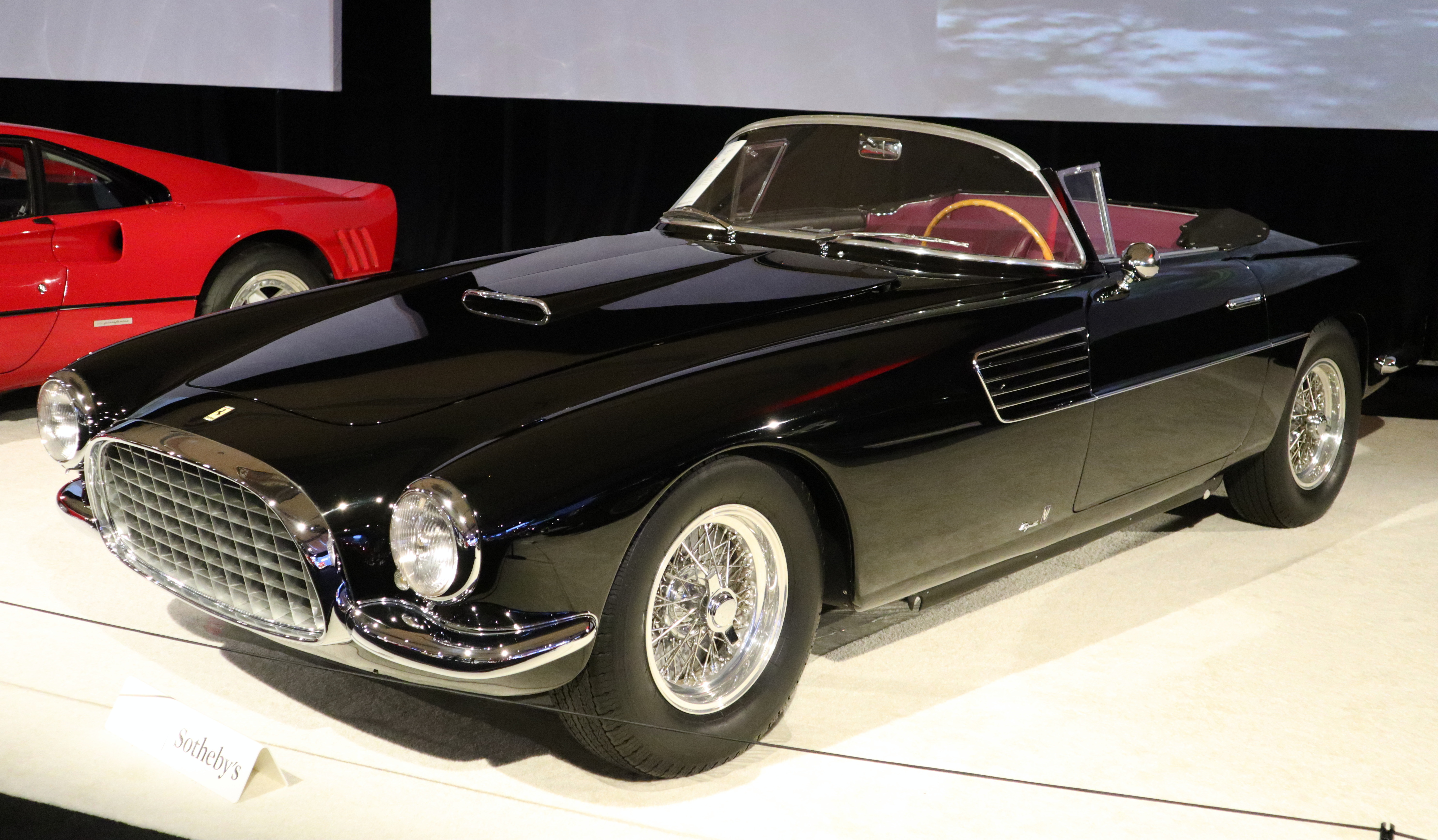
0353AL

Das Turiner Karosseriebauunternehmen Vignale karossierte vier 375-America-Chassis, drei davon als Coupés und eines als Cabriolet. Die Entwürfe, die Giovanni Michelotti beisteuerte, unterscheiden sich teilweise erheblich voneinander.
Chassis 0301AL ist ein Stufenheckcoupé mit vier Seitenfenstern. Besondere Merkmale sind die große, vergitterte Kühlluftöffnung, zwei niedrig angeordnete Rundscheinwerfer und hoch positionierte Rammhörner an den vorderen Kotflügeln. Das Auto gehörte einige Jahre lang dem Schauspieler Steve McQueen, der es 1964 in einem Pokerspiel verlor. 1989 stand es in den Niederlanden, wo es behördlich beschlagnahmt und später versteigert wurde. Nach Umwegen über britische und deutsche Eigentümer gelangte es zwischenzeitlich wieder in die USA. Das anfänglich rot lackierte Auto hat mittlerweile eine goldfarbene Lackierung.
Das Auto mit der Fahrgestellnummer 0327AL ist ein Fließheckcoupé mit breiter B-Säule und großer hinterer Panoramascheibe. Besondere Designmerkmale der Frontpartie sind niedrig installierte Scheinwerfer und kleine Blinkleuchten, die zurückversetzt ins obere Ende der vorderen Kotflügel eingelassen sind. Das in dunkelroter und silberner Farbe lackierte Auto wurde auf dem Genfer Salon 1954 ausgestellt und anschließend in die USA geliefert. Nachdem der Wagen einige Zeit in einem hellen Rotton lackiert war, hat er mittlerweile wieder die ursprüngliche Farbkombination.
Das Auto mit der Fahrgestellnummer 0337AL ist ebenfalls ein Fließheckcoupé mit hinterer Panoramascheibe. Seine Form folgt weitgehend der von 0327AL, allerdings hat der Wagen eine einfachere Frontpartie mit Scheinwerfern, die an den oberen Enden der Kotflügel eingelassen sind. Das Auto wurde in gelber Lackierung auf dem Turiner Autosalon 1954 gezeigt und danach in die USA verkauft. In den 1960er-Jahren erhielt es einen Motor und ein Getriebe aus der Großserienproduktion von General Motors (entweder Chevrolet oder Oldsmobile). 2007 kam das Auto zurück nach Europa. Hier wurde es komplett restauriert und erhielt wieder Antriebskomponenten von Ferrari.
Das Auto mit der Fahrgestellnummer 0353AL ist das einzige Cabriolet der 375-America-Serie. Das Fahrzeug wurde 1954 als 250 Europa mit individueller Vignale-Karosserie fertiggestellt (Chassis 0353EU). 1955 baute Ferrari auf Kundenwunsch einen 4,0-Liter-Motor der 375-America-Serie ein; die Fahrgestellnummer wurde auf 0353AL geändert. Erste Halterin war eine Tochter des italienischen Regisseurs Giuseppe Colizzi. Das Auto befindet sich seit 1958 in den USA. 2022 wurde es für fast 7,6 Mio US-$ versteigert.